# Гомосексуальные мотивы в персидской любовной поэзии
С самого зарождения персидской любовной поэзии в IX веке и вплоть до XX века гомосексуальные мотивы были неотъемлемой её частью. Особенно газели даже несмотря на запреты шариата были проникнуты гомоэротикой.

## Поэзия
Знаменитый персидский суфист Джалаладдин Руми использовал сексуальные связи мужчин или юношей в качестве метафоры для связи с Аллахом. Также и у Хафиза объектом любви в большинстве произведений является молодой красивый юноша.
Фаррухи писал:
О, юноша, если ты желаешь порадовать моё сердце,

подари мне свой поцелуй, после того как ты нальёшь мне вина.

## Рабы в качестве возлюбленных
В большинстве случаев возлюбленными были молодые юноши из тюркских народов. В тогдашней персидской поэзии слово «турок» стало синонимом мужской красоты. Это были тюркские рабы, купленные на рынках рабов в империи Аббасидов и обученные для службы в армии или в качестве домашней прислуги.